# 7月7日晴
《7月7日晴》，是一部富士電視台製作，於1996年5月11日上映的日本電影。
同名主題曲由DREAMS COME TRUE演唱。

## 演員
- 望月日向：觀月亞里莎
- 山部健太：萩原聖人
- 神田絵里子：田中律子
- 島岡正道：榊原利彦
- 城戸英一郎：うじきつよし
- 三ツ木紘一（日向經紀人）: 升毅
- 滝本：西村雅彦
- 千葉：大高洋夫
- 松前博郎：西岡徳馬
- 岸和田聡：伊武雅刀

## 外部連結
- 7月7日、晴れ - allcinema
- 7月7日、晴れ - KINENOTE
- 互联网电影数据库（IMDb）上《7月7日、晴れ》的资料（英文）